# Liste der Kulturgüter im Kanton Basel-Stadt
Die Liste der Kulturgüter im Kanton Basel-Landschaft bietet eine Übersicht zu Verzeichnissen von Objekten unter Kulturgüterschutz in den 3 Gemeinden des Kantons Basel-Stadt. Die Verzeichnisse enthalten Kulturgüter von nationaler, regionaler und lokaler Bedeutung.

## Kulturgüterlisten der Gemeinden
- Basel
- Bettingen
- Riehen